# Isidore de Gaza
Isidore de Gaza ou Isidore d'Alexandrie (vers 450—vers 520) est un philosophe néoplatonicien.

## Biographie
Isidore est né à Alexandrie. Il a étudié à Athènes, sous Proclus, et a appris la doctrine d'Aristote auprès de Marinos de Néapolis, après qui il succède à la tête de l'école néoplatonicienne d'Athènes vers 490, comme scholarque (recteur). Il eut Damascios comme disciple. Quand l'école fut fermée par l'empereur Justinien Ier en 529, il s'exila en Perse avec d'autres philosophes (dont Damascios, Simplicios de Cilicie, Hermias de Phénicie, Priscien) et gagna la cour du roi philosophe sassanide, Khosro Ier vers 529.

« Damascios le Syrien, Simplicios le Cilicien, Eulamios le Phrygien, Priscianos le Lydien, Hermias et Diogène tous deux de Phénicie, Isidore de Gaza, tous ceux-là donc, la fleur la plus noble, pour parler en poète, des philosophes de notre temps, n’étant pas satisfaits de l’opinion dominante chez les Romains concernant le divin, pensèrent que le régime politique des Perses était bien meilleur. »

— Agathias, Histoires, Guerres et malheurs du temps sous Justinien [560], trad., Les Belles Lettres.

## Sources
- Histoire philosophique (chez Photios Vie d'Isidore le philosophe) (vers 495) fragments in Photius, Bibliothèque, codex 242. Trad. : La vie d'Isidore ou Histoire de la philosophie, traduit par Anthelme-Édouard Chaignet, in Commentaire sur le Parménide. Proclus le Philosophe. Suivi d'une traduction de La Vie d'Isidore ou Histoire de la philosophie de Damascius, Paris : E. Leroux. 3 vol. : 1900-1903, x-340, 407, xv-374 p. Réimpr. : Francfort-sur-le-Main : Minerva Journals, 1962, 2007, t. III, p. 241-371. : Damascii Vitæ Isidori reliquiæ, éd. Clemens Zintzen, G. Olms, Hildesheim, 1967 (grec et latin) ; The Philosophical History, text with translation and notes by Polymnia Athanassiadi, Athènes, 1999 (grec et anglais).

- Suidas. Suidae Lexicon, Teubner, 5 volumes, 1928-1938. Entrées "Isodoros", "Surianos", "Marinos", "Sarapion".